# Térébel (schip)
De Térébel was een boorschip van het Institut Français du Pétrole (IFP). Dit was een oude LCT die IFP met ondersteuning van Comite d'Etudes Petrolieres Marines (CEPM) in 1963 om liet bouwen bij Ateliers et chantiers du Havre. Het was vooral bedoeld om nieuwe technieken te ontwikkelen voor boring en positioneringssystemen.
Het werd daartoe op basis van de ervaringen met de Salvor uitgerust met onder meer twee Schottel-roerpropellers. Ook werd er een boorinstallatie voor kernboring geplaatst die bestond uit een experimentele schietloodopstelling, de flexodrill.
In 1964 hield men het schip aanvankelijk nog handmatig op positie, maar in 1965 werd een dynamisch positioneringssysteem geïnstalleerd van Thomson-Houston. Net zoals eerder in 1961 op de Eureka werd de koersrichting werd gemeten met een gyrokompas, terwijl de relatieve horizontale positie bepaald werd door met een inclinometer de hoek te meten van een draad die strak werd gehouden met een gewicht op de zeebodem, later bekend als light taut wire (LTW).
Om redundantie in te bouwen, werden ook andere plaatsbepalingssystemen ontwikkeld, waaronder Brémius, een long baseline akoestisch onderwatersysteem (LBL) en Raydist, een vorm van radionavigatie.
De ervaringen met de Térébel vormden de basis voor het ontwerp van de Pélican-serie waarmee in 1968 werd begonnen en die onder meer bij IHC Gusto werden gebouwd.